# Nissan Verita
Der Verita ist ein Modell der japanischen Automobilmarke Nissan und wird in Taiwan nahe der Hauptstadt Taipeh von der Yulon Motor Co., Ltd. gebaut, welche seit den 1980er Jahren eine feste Beziehung zu Nissan pflegt.

## Der Verita
Der Verita wurde 1996 als fünftüriger Kleinwagen im Retrolook eingeführt und basiert auf dem Nissan March K11. Angeboten wird der Verita mit einem 4-zylindrigen 1275-cm³-Motor der 75 PS leistet und etwa eine Höchstgeschwindigkeit von 140 km/h erreicht. Wobei der MARUTI-Bruder absolut spartanisch ausgestattet war, so rangiert der Nissan Verita mit seiner reichhaltigen Ausstattung in einer gehobenen Klasse, vergleichbar mit dem Lancia Y bei uns in Europa. Lederausstattung und echtes Holzdekor gehören bei ihm zum Standard. Im Sommer 2011 wurde das Modell schließlich aus dem Modellprogramm entfernt.

## Der March Bolero
Für den japanischen Markt wurden die Karosserieteile von der Firma Autech Japan produziert. Das von Nissan ab Oktober 1997 unter der Rubrik Customize angebotene Modell hörte dort auf die Bezeichnung Nissan March Bolero (日産・マーチボレロ). Erhältlich war der March Bolero in zwei Motorisierungen. Das Einsteigermodell hatte einen Hubraum von 997 cm² und bot eine Leistung von 58 PS. Er stand sowohl als Drei-, wie auch als Fünftürer zur Wahl. Beide gab es mit einem manuellen 5-Gang-Schaltgetriebe oder einer 4-Stufen-Automatik. Die stärkere Motorisierung mit einem Hubraum von 1274 cm³ hatte sogar eine Leistung von 79 PS und war überdies auch mit einem CVT-Getriebe lieferbar. Ab November 1999 stand schließlich eine dritte Motorisierung zur Wahl. Dieser hatte einen Hubraum von 1348 cm³ und besaß eine Leistung von 85 PS. Die Leistung der Einsteigervariante hatte man auf 60 PS erhöht. Im Dezember 2004 ersetzte man das Modell schließlich durch die zweite Generation des March Bolero.

## Fotos

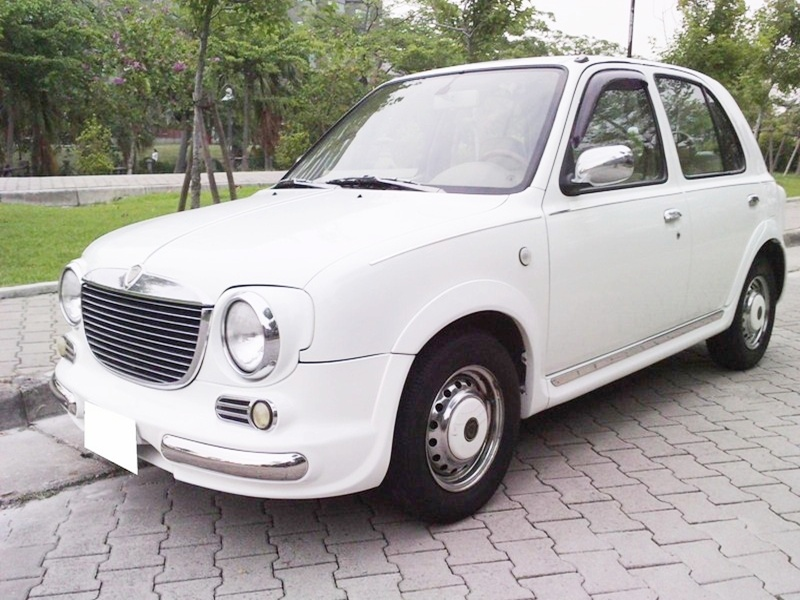
Nissan Verita 1996 bis 2011
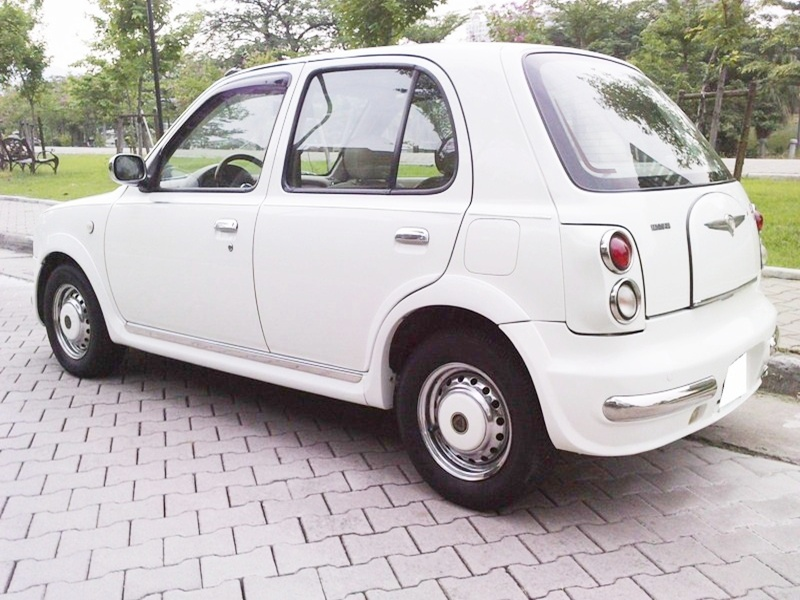
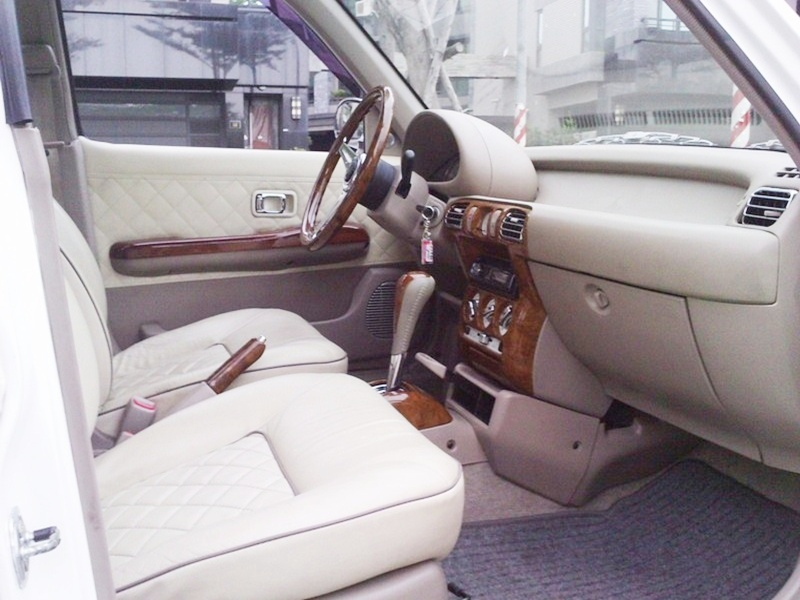
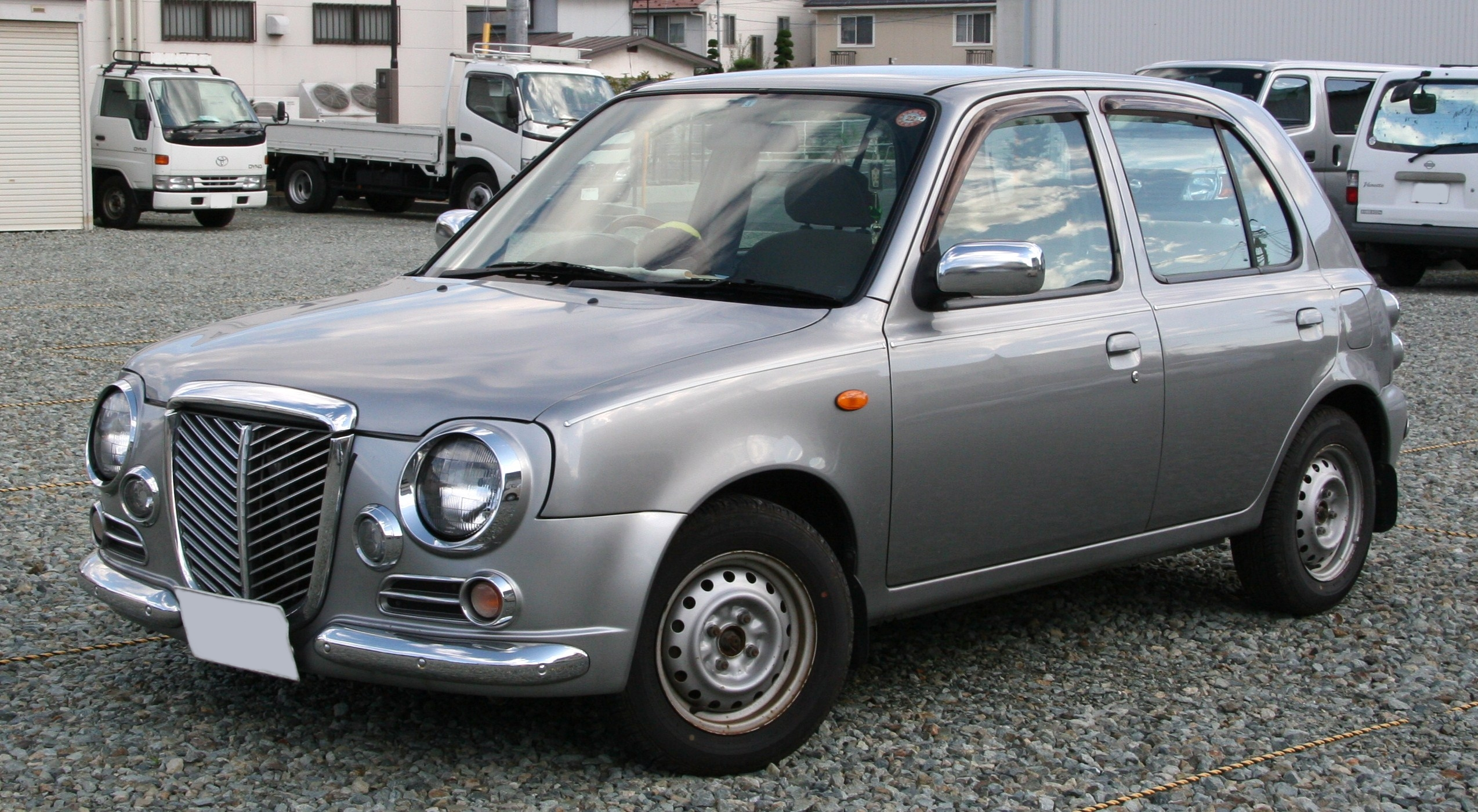
Nissan March Bolero 1997 bis 2004
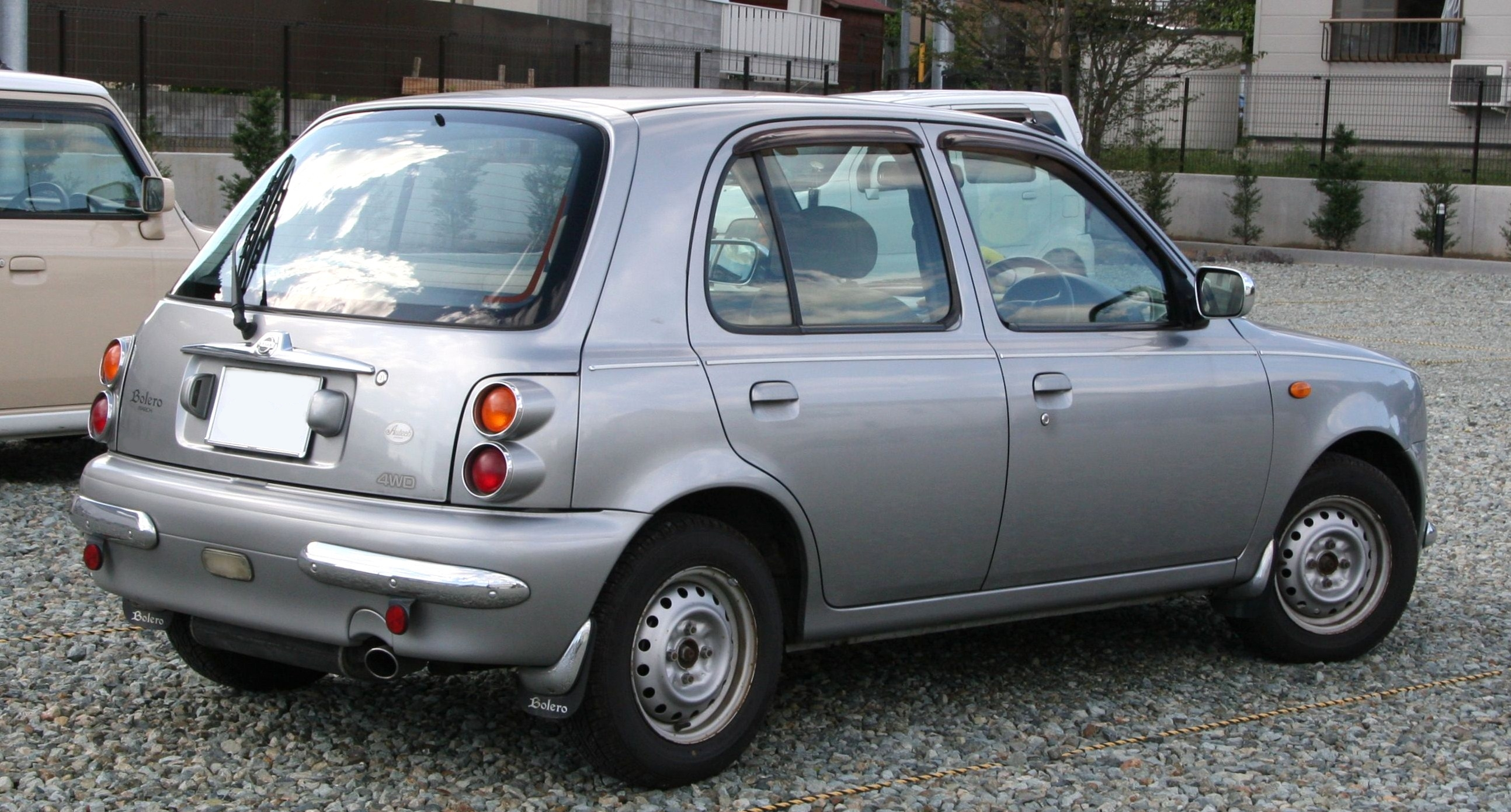